# Evangelische Kirche (Schadeck)

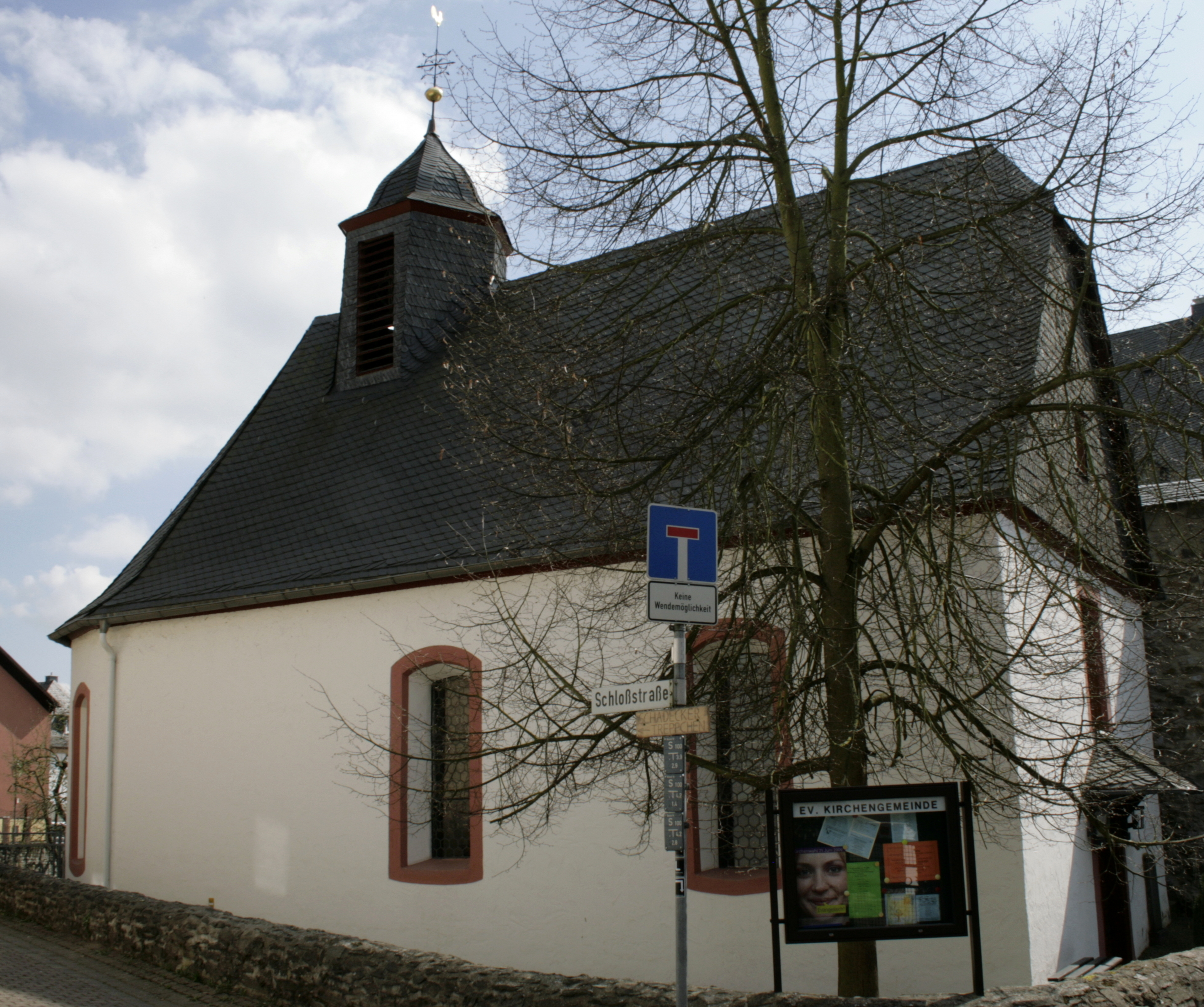
Evangelische Kirche (Schadeck)

Die evangelische Kirche Schadeck ist ein denkmalgeschütztes Kirchengebäude, das in Schadeck steht, einem Stadtteil von Runkel im Landkreis Limburg-Weilburg (Hessen). Die Kirchengemeinde gehört zum Dekanat an der Lahn in der Propstei Nord-Nassau der Evangelischen Kirche in Hessen und Nassau.

## Geschichte
Die Saalkirche wurde anstelle der ehemaligen Kapelle der Burg Schadeck gebaut. 1682 wurde mit dem Bau begonnen. Unter Johann Anton, Graf zu Leiningen, Herr von Schadeck, wurde die Kirche 1691 fertiggestellt.

## Beschreibung
Aus dem Satteldach des Kirchenschiffs, das im Westen einen Krüppelwalm hat, erhebt sich im Osten ein sechseckiger Dachreiter, der mit einer glockenförmigen Haube bedeckt ist.  Im Glockenstuhl hängen seit 1925 drei neue Kirchenglocken. Die alten Glocken fielen dem Ersten Weltkrieg zum Opfer. Der Chor hat einen polygonalen Schluss. 
Die Kirchenausstattung stammt größtenteils aus der Bauzeit. Jünger ist die Empore. Die Brüstung der Kanzel ist bemalt. Die Altarmensa besteht aus tiefschwarzem, weiß geädertem Marmor mit den Wappen der von Leiningen-Westerburg. Die erste Orgel wurde 1724 gebaut. Sie wurde 1842 durch eine von Christian Friedrich Voigt ersetzt, die 1853 von Gustav Raßmann instand gesetzt wurde.